# Каюта

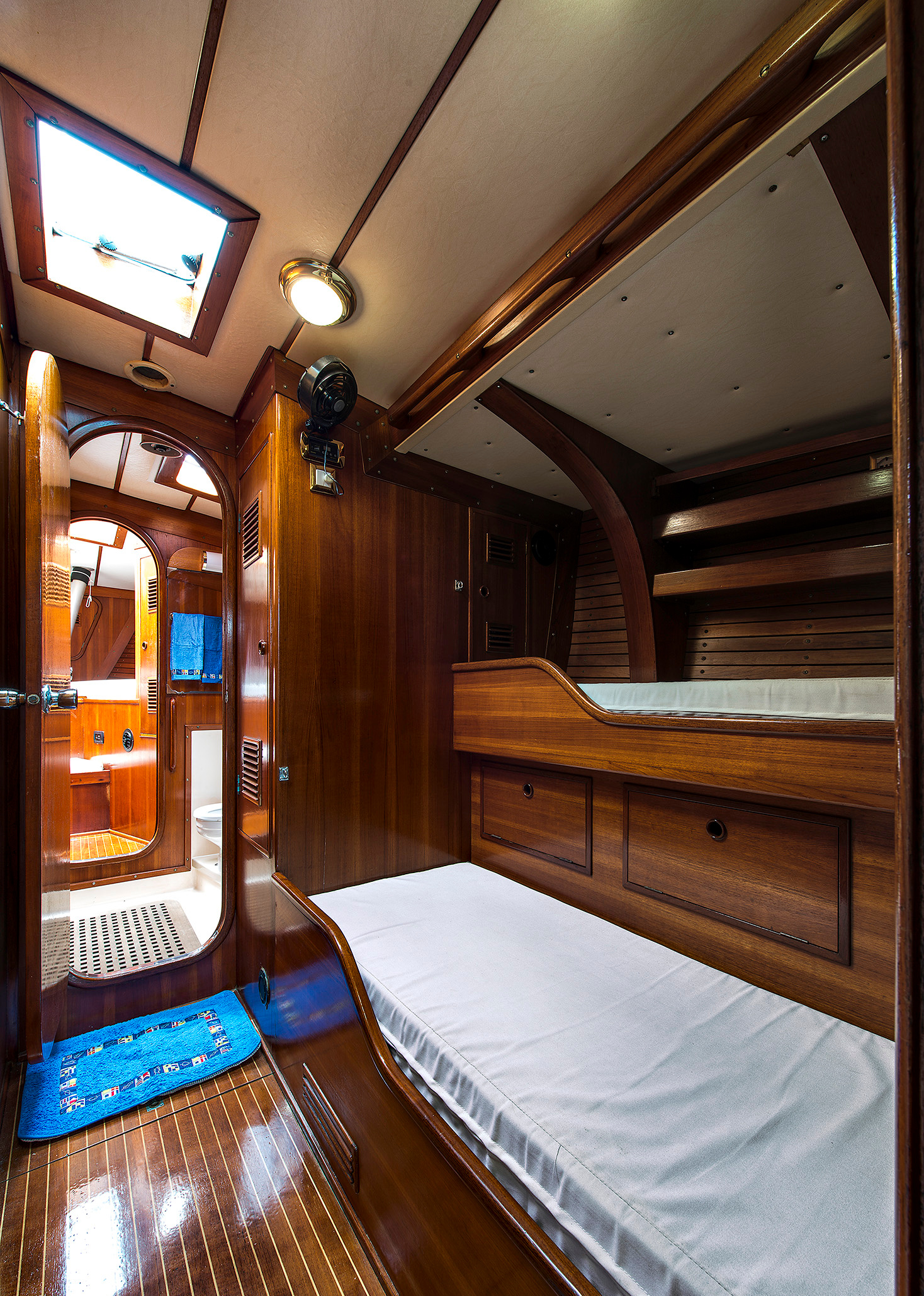
Житлова каюта

Каю́та (нід. kajuit, нім. Kajüte) — приміщення на судні або кораблі, обладнане для проживання членів екіпажу та пасажирів, а також різних службових цілей (буфет, кают-компанія тощо).

## Характеристика
Каюта має замкнутий простір і вміщує зазвичай до чотирьох осіб. Може складатися з одного або декількох відділених приміщень (наприклад, кабінету, спальні та ванної). Житлове приміщення на судні, розраховане для проживання більшої кількості людей (рядового екіпажу чи відділення), зазвичай називається кубриком. Як правило, в каютах проживають офіцери і пасажири. Традиційно персональну окрему каюту має капітан судна. Термін «каюта» більш характерний цивільним суднам — як пасажирським, так і вантажним.
Пасажирські каюти можуть поділятися на кілька класів згідно рівня комфортабельності — відповідно до рівня наданих зручностей і послуг. Як правило, пасажирські каюти поділяються на класи в залежності від типу і компонування пасажирського чи круїзного судна. Каюти економ-класу найчастіше обладнані тільки спальним місцем і письмовим столом і за своїй компонуванням в точності нагадують стандартне чотиримісне купе залізничного вагона: чотири спальні місця — два на нижньому ярусі, два на верхньому і невеликий столик посередині. Крім того, в каюті можуть розміщуватися шафи або полиці (під багаж або ручну поклажу). На ряді суден частина кают економ-класу зорієнтована всередину корпусу судна і не мають ілюмінаторів. У свою чергу каюти першого класу обладнані вікнами, а окремі з них мають вихід до приватних прогулянкових палуб.
Каюти першого або другого класу обладнані санвузлом, більш комфортабельними спальними місця, а також окремими місцями для відпочинку. На ряді круїзних суден є і каюти, що перевершують за рівнем комфорту і послуг навіть перший клас. Такі каюти являють собою апартаменти і зовні нічим не відрізняються від дорогих готельних номерів вищого класу.

## Галерея

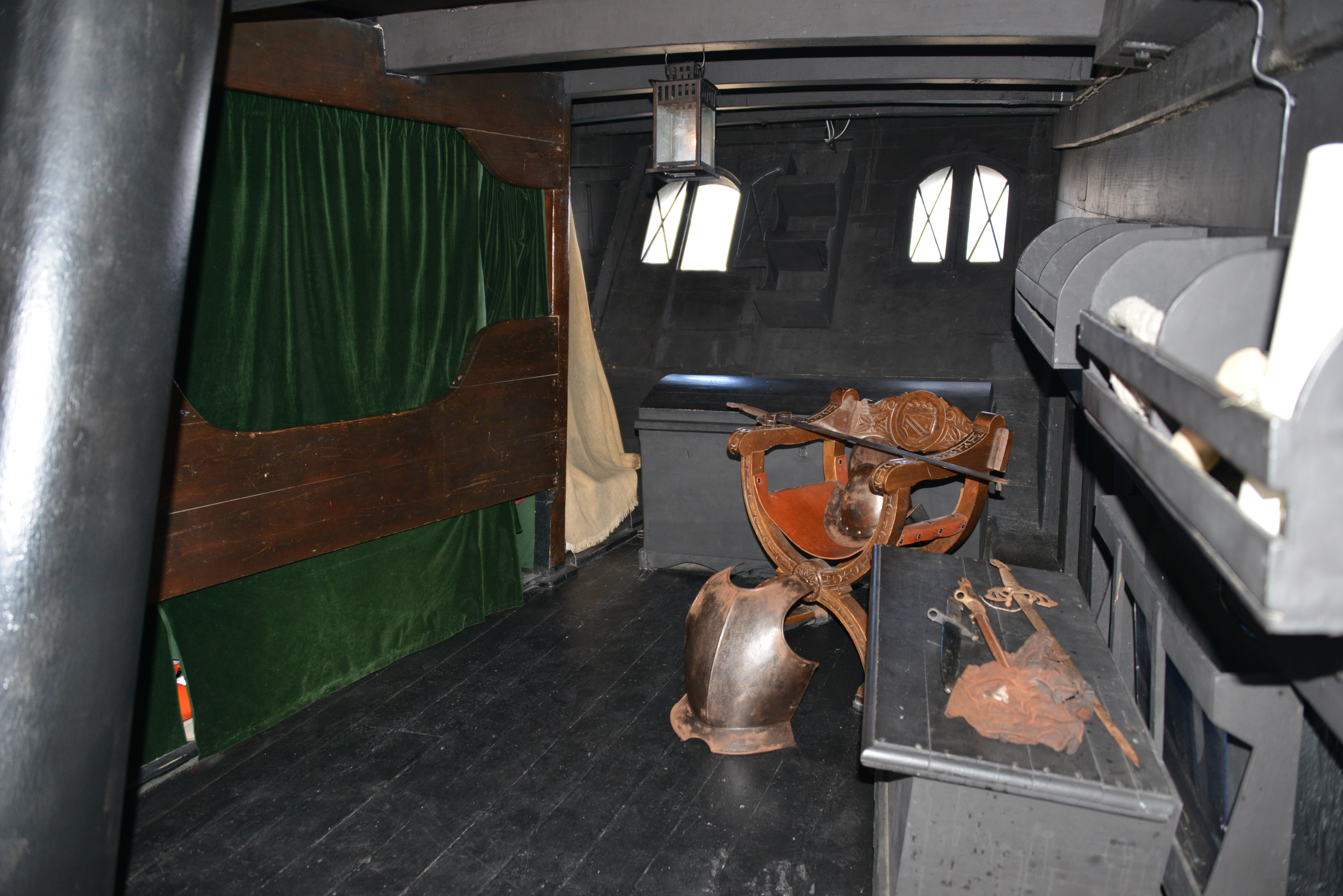
Каюта капітана на реконструкції караки «Вікторія»
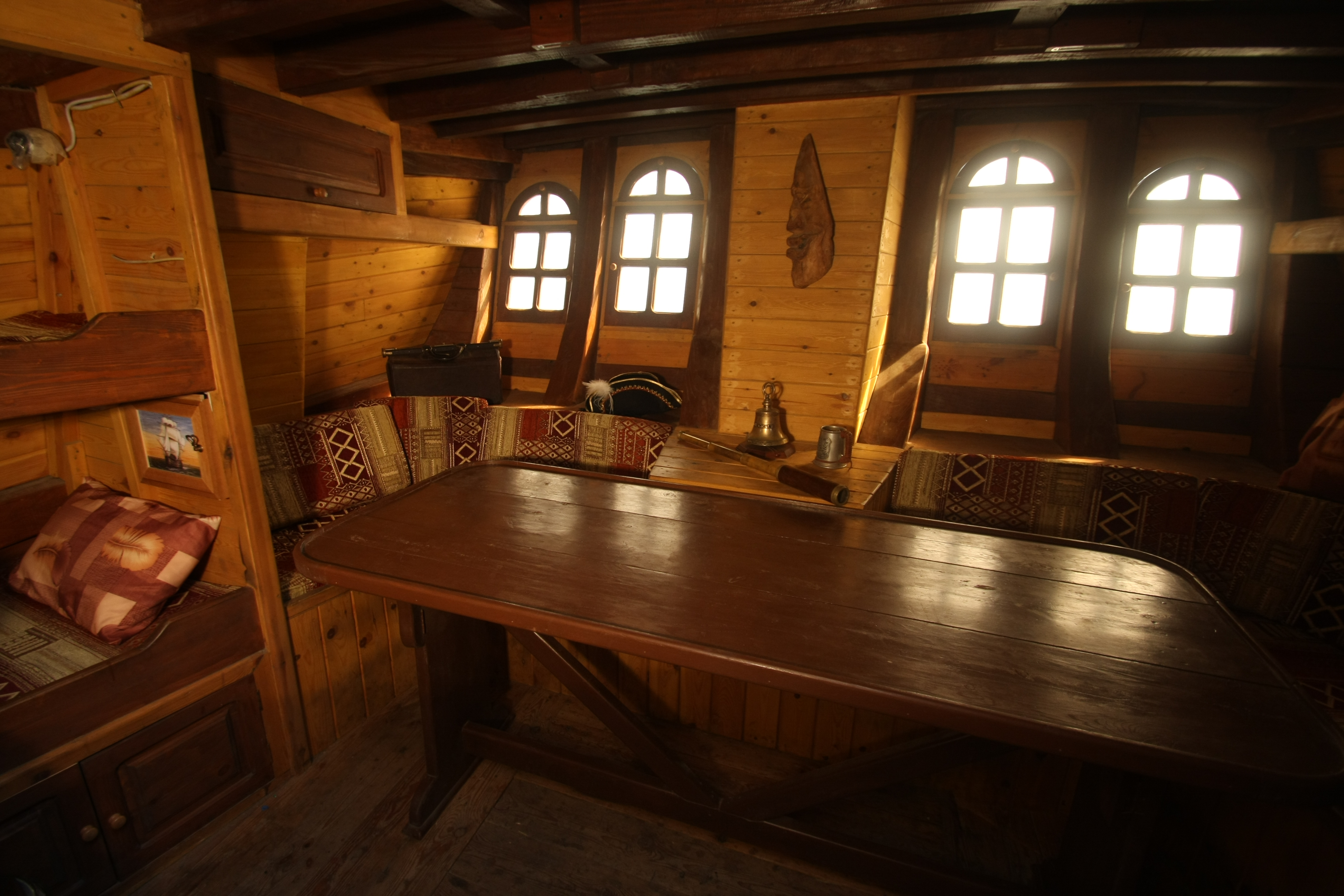
Каюта капітана на бригу La Grace[cs]